# The Spender (film 1919)
The Spender è un film muto del 1919 diretto da Charles Swickard. L'adattamento di George D. Baker (che appare nei credit anche come supervisore) e Albert Kenyon si basa sull'omonimo racconto di Frederick Orin Bartlett pubblicato su The Saturday Evening Post il 9 dicembre 1916. Prodotto e distribuito dalla Metro Pictures Corporation, il film aveva come interpreti Bert Lytell, Thomas Jefferson, William V. Mong, Mary Anderson, Clarence Burton, Rosemary Theby.

## Trama
Dick Bisbee, che lavora nella fabbrica di suo zio T.W. Bisbee, perde il lavoro a causa dell'ostilità di Elmer Robbins, un manager disonesto. Prima di andarsene, Dick denuncia comunque lo zio per i suoi metodi meschini. Il giovane va a vivere dal contabile Stetson, l'unico amico che aveva in ufficio, innamorandosi della figlia di Stetson, Helen. Presto però, lo zio comincia a provare rimorso per come ha trattato il nipote e, fatta la pace e sotto la sua guida, abbandona la propria condotta di uomo attaccato al denaro lasciandosi andare a vivere in una maniera più rilassata, cercando addirittura di divertirsi. Quando sente Helen dire a Dick cosa potrebbe fare lei se avesse tutti i suoi soldi, T.W. decide di seguire i consigli della ragazza. Dopo l'arresto di Robbins per appropriazione indebita. il vecchio Bisbee nomina manager Stetson e prende in fabbrica Dick come socio.

## Produzione
Il film fu prodotto dalla Metro Pictures Corporation.

## Distribuzione
Il copyright del film, richiesto dalla Metro Pictures Corp., fu registrato il 3 gennaio 1919 con il numero LP13229.

Distribuito dalla Metro Pictures Corporation, il film uscì nelle sale statunitensi il 6 gennaio 1919.
Non si conoscono copie ancora esistenti della pellicola che viene considerata presumibilmente perduta.